# Cataglyphis elegantissimus
Cataglyphis elegantissimus är en myrart som beskrevs av Arnol'di 1968. Cataglyphis elegantissimus ingår i släktet Cataglyphis och familjen myror. Inga underarter finns listade.